# Mediterranea adamii
Mediterranea adamii is een slakkensoort uit de familie van de Oxychilidae. De wetenschappelijke naam van de soort is voor het eerst geldig gepubliceerd in 1886 door Westerlund.